# Otto Helms
Otto Helms (6. maj 1866 i Horsens – 16. april 1942 i Charlottenlund) var en dansk læge og ornitolog, bror til Johannes Helms.
Helms blev student fra Horsens lærde Skole 1883, cand. med. 1890; opholdt sig i Grønland 1890-91 som læge ved kryolitbruddet i Ivigtut, og 1893 som læge i Arsuk; praktiserede derefter en række år i Haslev, hvor han desuden fra 1903 var overlæge ved Nationalforeningens Sanatorium, en stilling, han 1908 omhyttede med overlægepladsen på sanatoriet ved Nakkebølle Fjord.
I sin fritid har Helms gennem en lang årrække med iver drevet ornitologiske studier; han var i naturen en fortræffelig og utrættelig iagttager, der besad et indgående kendskab såvel til den danske som til den grønlandske fugleverden. En lang række faunistisk-biologiske arbejder skyldes hans pen; af disse er en stor del fremkomne i Dansk ornitologisk Forenings Tidsskrift, hvis redaktion han, lige siden foreningens stiftelse 1906, med stor dygtighed varetog.
Helms trådte 1920 tilbage som redaktør af tidsskriftet, udgav 1924 Danske Fugle ved Hus og i Have og 1927 Danske Fugle ved Stranden; begge har de ved deres velskrevne tekst og smukke billedstof i høj grad bidraget til i vide kredse at vække interesse for Danmarks fugleverden. Af mere populær art, men derfor ikke mindre læseværdige er de tiltalende, små monografier: Stæren (1925), Nattergalen (1926) og Storken (1927), til hvilke Johannes Larsen har leveret illustrationerne.
Han er begravet på Ordrup Kirkegård.